# Eurycotis tibialis
Eurycotis tibialis är en kackerlacksart som beskrevs av Morgan Hebard 1916. Eurycotis tibialis ingår i släktet Eurycotis och familjen storkackerlackor. Inga underarter finns listade i Catalogue of Life.